# Беловрата инка
Беловратата инка (Coeligena torquata) е вид птица от семейство Колиброви (Trochilidae).

## Разпространение и местообитание
Видът е разпространен в Западна Венецуела, Колумбия, Еквадор, Перу и Боливия. Обитава влажни гори на височина от 1800 до 3000 метра над морското равнище.

## Описание
Дължината на тялото му е около 11 cm. Има права и тясна човка с дължина към 33 mm. Цветът на оперението на мъжкия е предимно черно, а това на женската – блестящо зелено. Има бял гръден кош и бели пера по опашката.